# 후쿠오카 신페이
후쿠오카 신페이(일본어: 福岡 慎平, 2000년 6월 27일 ~ )는 일본의 축구 선수이다.

## 구단 경력
2018년 J2리그의 교토 상가 FC에 입단하였다. 2021년 J2리그 준우승으로 J1리그로 승격하였다.

## 국가대표팀 경력
그는 2017년 FIFA U-17 월드컵에 참가할 일본 U-17 국가대표팀에 발탁되었으며, 3경기에 출전했다.